# Philippe Buchez
Philippe Benjamin Joseph Buchez (31. marts 1796—12. august 1865) var en fransk politiker og filosofisk forfatter. I 1848 valgtes Philippe Buchez til Nationalforsamlingen og blev dens første formand indtil opstandsforsøget 15. maj samme år (Februarrevolutionen).